# Carl Groß (Jurist)
Carl Emanuel Groß (* 5. August 1800 in Leer; † 3. Januar 1873 ebenda) war ein deutscher Jurist und Politiker.

## Leben
Groß studierte ab 1816 in Lausanne, Heidelberg, Berlin und Göttingen Rechtswissenschaften. In Göttingen war er Mitglied der Verbindung Frisia. 1823 wurde er Amtsgerichtsauditor in Leer, 1827 supplierender Amtsassessor in Leer, 1830 in Berum, 1833 Amtsassessor in Emden, 1836 in Stickhausen, 1839 in Jemgum, 1844 in Erichsburg und 1847 in Leer.
1834 bis 1837 und 1850 bis 1853 war Groß liberales Mitglied der 2. Kammer der Allgemeinen Ständeversammlung des Königreichs Hannover. Vom 18. Mai 1848 bis 20. Mai 1849 gehörte er der Frankfurter Nationalversammlung an (Casino, Landsberg) und war Mitglied des Ausschusses für die Marine. Er wählte Friedrich Wilhelm IV. zum Kaiser der Deutschen. Im Juni 1849 nahm er an der Gothaer Versammlung teil. Nachdem er wegen seines Festhaltens an der Reichsverfassung verwarnt worden war, trat er 1849 freiwillig aus dem Staatsdienst und lebte als Privatmann in Leer.